# Martrin
 Martrin  (en occitano Martrinh) es una comuna y población de Francia, en la región de Mediodía-Pirineos, departamento de Aveyron, en el distrito de Millau y cantón de Saint-Sernin-sur-Rance.
Está integrada en la Communauté de communes des Sept Vallons.

## Demografía
| 309 | 366 | 305 | 272 | 241 | 238 |
| Para los censos de 1962 a 1999 la población legal corresponde a la población sin duplicidades (Fuente: INSEE [Consultar]) |     |     |     |     |     |